# چارلی کولیر
چارلی کولیر (انگلیسی: Charli Collier؛ زادهٔ ۲۲ سپتامبر ۱۹۹۹) بازیکن بسکتبال اهل ایالات متحده آمریکا است.